# Ga Quy Nhơn
Ga Quy Nhơn là một nhà ga nằm ở phường Quy Nhơn. Đường tàu đi đến ga này là một nhánh của tuyến đường sắt Bắc - Nam được bắt đầu từ ga Diêu Trì, huyện Tuy Phước. Trước đây, ga ít được sử dụng vì chưa phổ biến và chủ yếu là chạy các tàu chợ trong các dịp đặc biệt. Hiện nay, ga đã được đưa vào sử dụng thường xuyên với sự xuất hiện của đoàn tàu địa phương SQN1/2 (tiền thân là tàu vàng - Golden train), tàu vận chuyển khách từ ga Quy Nhơn vào ga Sài Gòn. Người dân thành phố thuận tiện hơn trong việc đi tàu nhờ có ga Quy Nhơn bởi trước đây nếu muốn đi tàu phải đến ga Diêu Trì (cách trung tâm thành phố khoảng 13 km) để đón tàu.
Ngành đường sắt đã tăng cường đôi tàu nhanh 2 chiều Quy Nhơn - Vinh (QV1-QV2) để phục vụ lượng khách đi tàu ngày càng tăng và sẵn sàng cho các thí sinh đi thi đại học ở cụm thi Quy Nhơn và Vinh. Tàu nhanh 2 chiều Quy Nhơn - Vinh bắt đầu chạy từ ngày 24/5/2004, gồm 7 toa (4 toa ghế ngồi, 2 toa giường nằm và 1 toa hành lý).
Chuyến tàu nhanh 2 chiều nối Quy Nhơn và Vinh có tần suất chạy là 2 ngày/chuyến. Tàu xuất phát từ ga Quy Nhơn 18 giờ 50 phút, đến Vinh lúc 15 giờ 40 phút. Ngược lại, xuất phát từ Vinh lúc 14 giờ 20 phút, đến Quy Nhơn lúc 12 giờ 10 phút.
Từ ngày 1/4/2004, ngành Đường sắt đưa vào chạy đôi tàu nhanh Quy Nhơn - Nha Trang và ngược lại (QN1 - QN2). Tàu nhanh Quy Nhơn - Nha Trang (và ngược lại) trước đây phải dừng ở 19 ga, trạm thì hiện nay chỉ còn dừng lại ở 14 ga, trạm nên thời gian chạy tàu giảm xuống đáng kể.
Ga Quy Nhơn còn đi Đà Nẵng với tàu ĐQ1 và ĐQ2